# Ágios Andréas (Béotie)
Ágios Andréas, en grec moderne : Άγιος Ανδρέας, est un village du dème d'Orchomène dans le district régional de Béotie, en Grèce-Centrale.
Selon le recensement de 2011, la population du village s'élève à 66 habitants.